# Peggy Stuart Coolidge
Peggy Stuart Coolidge (19 de juliol de 1913 - 7 de maig de 1981) va ser una compositora i directora estatunidenca. Va ser una de les primeres dones compositores nord-americanes a tenir un enregistrament dedicat a les seves obres simfòniques, i la primera compositora dels Estats Units (en els dos gèneres) a qui van dedicar un concert íntegrament amb les seves obres a la Unió Soviètica. El seu estil compositiu és molt accessible, i està influït pel folk americà i els modismes populars; el seu èxit creant una veu musical clarament americana col·loca el seu nom entre compositors com Charles Ives, Aaron Copland i George Gershwin.